# 阿克托海镇
阿克托海镇，原名阿克托海乡，是中华人民共和国新疆维吾尔自治区阿克苏地区乌什县下辖的一个乡镇级行政单位。2024年，阿克托海乡撤乡设镇。

## 行政区划
阿克托海乡下辖以下地区：
苏依提喀村、阿克托海村、阿克博孜村、喀塔玉吉买村、库木奇吾斯塘村、英苏盖特力克村、吉格代力克村、玉斯屯克亚巴格村、亚勒古孜玉瑞克村、博斯坦村、麦盖提村、希玛勒麦盖提村、托万克墩其格村、尤喀克麦盖提村和麦盖提农场村。